# 福城街道 (樟樹市)
福城街道，是中华人民共和国江西省宜春市樟树市下辖的一个乡镇级行政单位。

## 行政区划
福城街道下辖以下地区：
福城社区、中山公园社区、药市社区、垱下亭社区、龙溪村、吴家巷村和誉洲村。